# Little Clacton
Little Clacton – wieś w Anglii, w hrabstwie Essex, w dystrykcie Tendring. Leży 46 km na wschód od miasta Chelmsford i 94 km na wschód od Londynu. W 2001 miejscowość liczyła 2764 mieszkańców.